# Brijaspati-sutra
El Bārjaspatiá sūtra es un texto desaparecido, en que se basó la doctrina chárvaka de filosofía materialista (nástika: ‘no hay [alma]’).
- बार्हस्पत्यसूत्र en escritura devánagari.
- bārhaspatya sūtra en el sistema IAST de transliteración sánscrita.
- Etimología: ‘aforismos de Brijáspati’, siendo bārjaspatiá: patronímico de Brijáspati (un conocido personaje mítico, poderoso sacerdote hinduista); sūtra: ‘hilo’, aforismo.

Posiblemente data de los últimos siglos antes de la era cristiana (el periodo mauria).
El texto se ha perdido, solo se conocen citas fragmentarias.
Se desconoce el autor, y el por qué adjudica (en el título) estos textos de ateísmo fuerte al legendario sacerdote y maestro espiritual teísta Brijáspati. Pero es posible que existiese un Brijaspati ateo, otro personaje distinto del mítico sabio, ya que Dhishan, el discípulo del Brihaspati ateo, considera a los autores de los textos védicos un grupo de estafadores.
También se le llama Lokaiata sutra (Lokāyata, del sánscrito ‘que prevalece en la gente’, siendo loka: ‘local, mundo’ y aiata: ‘prevaleciente’) y (sutra, del sánscrito ‘hilo’).
En 1921, F. W. Thomas publicó un texto conocido como Bārhaspatyá sūtram arthāt o Bārhaspatyá artha śāstram. Se trata de una clara falsificación.
En 1928, Dakshina Rañjan Shastri publicó 60 de esos versos.
En 1959, publicó 54 versos selectos con el nombre de Barhaspatya sutram.
Shastri tenía la opinión de que se podrían recuperar muchos más fragmentos.
En 2002, Bhattacharya intentó una nueva reconstrucción, con el aviso de que cuantos más versos se incluyeran, más posible era que se colaran algunos versos mal citados o directamente extraños (pertenecientes a otros textos).
La mayor parte de los fragmentos se encuentran en obras del Medioevo hindú, entre los siglos  VIII y XII aproximadamente.
El extenso tratado de filosofía india, Sarva darshana samgraja (siglo XIV), de Sayana, da información detallada sobre Chárvaka, pero no cita directamente los textos de Chárvaka sino que parafrasea la doctrina de acuerdo a la comprensión crítica de un erudito vedantista del siglo XIV.
Bhattacharya enumera 68 textos en 9 páginas.